# Kummerower See
Il Kummerower See è un lago del Meclemburgo-Pomerania Anteriore, che si trova nel Circondario della Mecklenburgische Seenplatte tra le città di Malchin, Dargun e Demmin, a circa 50 chilometri a nordovest di Neubrandenburg e 70 a sud di Stralsund. Ricopre una superficie di 32,55 km2.
Il lago Kummerower è il quarto lago per dimensioni nel Land del Meclemburgo-Pomerania Anteriore (dopo i laghi Müritz, Schwerin e Plau) e contemporaneamente il più grande della Pomerania Anteriore.

## Zona nella rete dei laghi
Nel Kummerower See si uniscono i corsi d'acqua che danno luogo al Peene. Il maggiore di questi, il Westpeene, sfocia nel lago alla sua estremità di sudovest. Il suo tratto dal Malchiner See è in gran parte canalizzato. Presso Malchin riprende il Südpeene.
L'intero corso inferiore fu chiamato nel XVIII secolo fiume Peene.
Il canale Peene che passa da Neukalen e sfocia nel lago (Teterower) è più corto e meno ricco di acque del Sudpeene. Il corso settentrionale d'acqua sorgiva indicato nel XX secolo come Peene (senza specificativi) è più piccolo del Kleine Peene (Piccolo Peene), che passa sopra il Teterower See. Ancora nel 1888, nelle immagini del territorio, esso non portava il nome di Peene.
Dal Kummerower See fino al suo sfocio nel Peenestrom il fondo del corso delle acque sta generalmente al di sotto del livello del mare, mentre il livello dello specchio d'acqua del lago è al di sopra di circa 20-30 centimetri. Per questo la portata e la direzione del corso inferiore del Peene e lo specchio d'acqua del lago sono fortemente influenzati variazioni della portata del fiume Oder e del livello della laguna di Stettino e della baia della Pomerania.

## Geografia
La riva occidentale del lago appartiene al Meclemburgo, quelle orientale e meridionale, con le località di Verchen, Sommersdorf e Kummerow alla Pomerania Anteriore.
Il lago è lungo circa 11 chilometri e largo in media 4,18; ha una profondità media di 8,1 metri, con una punta massima di 23,3 metri. La riva occidentale è fortemente ricoperta da canneti e paludosa. Solo attraverso la località di Salem (Malchin) si raggiunge direttamente il lago. Qui il letto del lago digrada nel modo più ripido.

## Genesi
Da un punto di vista geologico il Kummerower See si trova insieme al Malchiner See nel bacino di Malchin, lungo circa 30 chilometri, una valle glaciale a tunnel, che ha assunto la sua forma odierna al di sotto dei ghiacci attraverso il disgelo durante lo stadio pomerano della glaciazione vistoliana.

## Storia economica
Nel XIII secolo i diritti di pesca nel Kummerower See furono oggetto di controversie fra la città di Demmin e le abbazie di Dargun e di Werchen. Entrambe le abbazie si servirono di atti falsificati per retrodatare i loro diritti. La città di Demmin si vide spinta ad acquistare i diritti di pesca dall'abbazia di Verchen. La controversia con l'altra abbazia fu composta dai duchi di Pomerania, che concessero a quest'ultima lo sfruttamento completo e l'esercizio di pesca attraverso dighe artificiali sul fiume Peene. Alla città di Demmin fu garantita la libera navigazione sul lago e sul fiume Peene, con l'autorizzazione alla pesca nel lago solo con piccole reti o con la canna.

## Turismo
Il lago si stende tra prati e rocce. A nordovest del lago si trovano le alture boscose della "Svizzera meclemburghese". Il Kummerower See a nord di Müritz fa parte del Parco Naturale della Svizzera meclemburghese e del Kummerower See. Esso è un punto di attrazione per gli stranieri nella zona, ove vi sono escursioni su battelli. A est del lago corre da Malchin a Demmin un tratto della via glaciale del Circondario della Mecklenburgische Seenplatte.